# Каїр (губернаторство)
Каї́р (Ель-Каїр, араб. القاهرة) — губернаторство (мухафаза) в Арабській Республіці Єгипет. Адміністративний центр і єдине місто — Каїр.
Населення — 6 758 581 особа (2006).

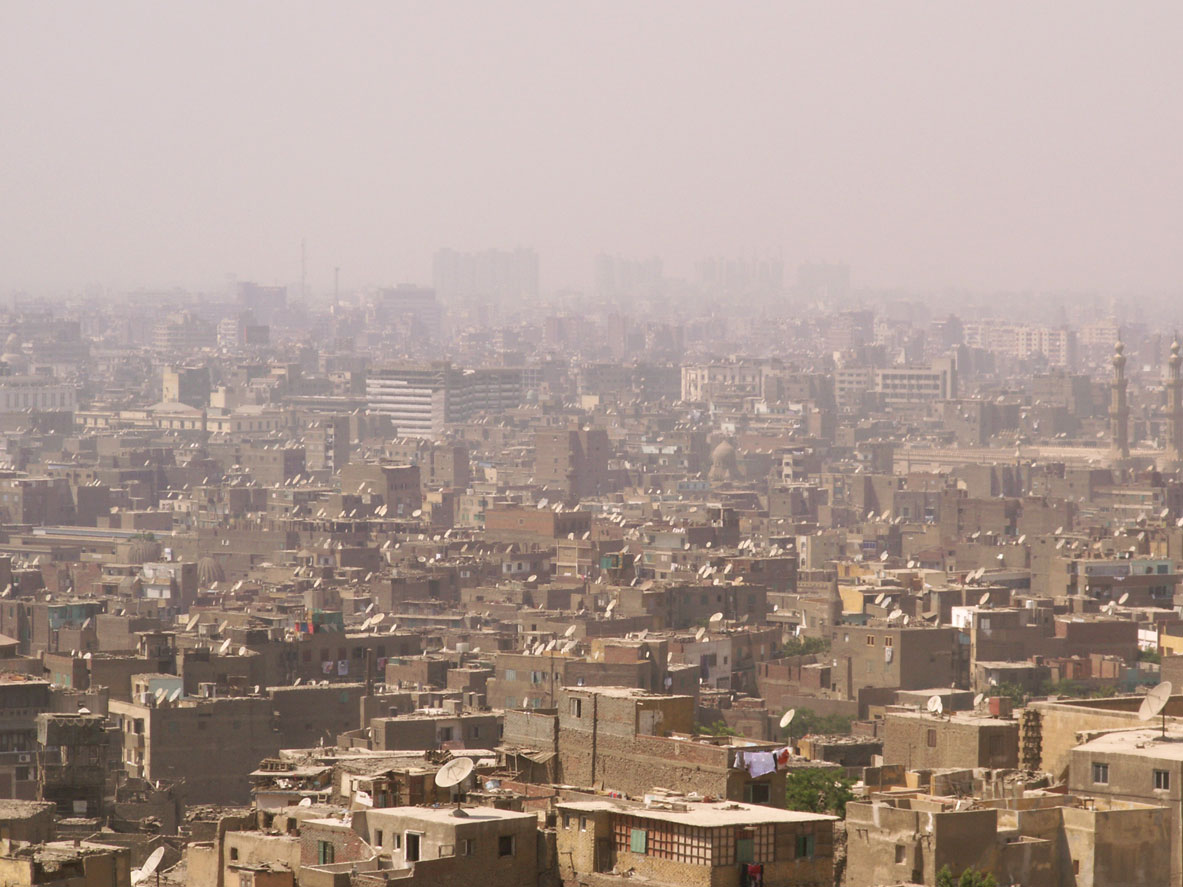
Смог над Каїром

Розташована на півночі країни, у південній частині дельти Нілу, на північний схід від мухафази Гіза, на захід від мухафази Суец і на південь від мухафаз Кальюбія і Шаркія. Дана мухафаза об'єднує всього одне місто Каїр. Тут розташовані державні установи, офіси найбільших національних і міжнародних компаній і організацій, у тому числі штаб-квартира Ліги арабських держав, регіональний офіс Всесвітньої організації охорони здоров'я, банківські установи тощо. Є декілька промислових зон: Міср-ель-Гедіда, Ель-Уайлі, Медінат-Наср.
Мухафазу Каїр не слід плутати з терміном Великий Каїр - міську агломерацію трьох провінцій (Каїр, Гіза і Кальюбія), а також двох нових мухафаз - Хелуан і 6 жовтня (У квітні 2011 року ці дві мухафази були анульовані. Хелуан перейшов назад у відомство Каїра, а 6 жовтня Гіза). Загальне населення агломерації, за деякими оцінками, може досягати 20 мільйонів чоловік.